# György Aczél
György Aczél, nume la naștere: György Appel (n. 31 august 1917, Budapesta,–d. 6 decembrie 1991, Budapesta) a fost un scriitor, jurnalist și politician comunist maghiar, membru proeminent al nomenclaturii comuniste, fost conducător al culturii din Ungaria, în epoca regimului Kádár; a fost viceprim-ministru al guvernului Ungariei în perioada 1974-1982.